# Никарагуанское песо
Никарагуанское песо (исп. Peso) — денежная единица Никарагуа в 1878—1912 годах.

## История
В колониальный период в обращении находились испанские и испано-американские монеты. В период вхождения в состав Соединённых Провинций Центральной Америки в обращении — монеты федерации, которые продолжали обращаться и после выхода в 1838 году Никарагуа из состава федерации.
В 1856—1857 годах захвативший пост президента Никарагуа Уильям Уокер выпускал первые бумажные деньги Никарагуа — «военные расписки» в 25 и 50 долларов.
В 1870 году принят закон о введении никарагуанского песо, равного 100 сентаво и приравненного к 5 французским франкам. В 1878 году начат выпуск монет в сентаво. 2 апреля 1879 года принят декрет о выпуске банкнот казначейства, выпуск которых начат в 1880 году. В 1888 году начат выпуск банкнот Банка Никарагуа и Сельскохозяйственного и торгового банка.
В начале XX века денежное обращение Никарагуа фактически было разделено на две зоны. На атлантическом побережье в обращении преимущественно использовались золотые и серебряные монеты, на западе страны — бумажные деньги.
20 марта 1912 года принят закон об унификации денежного обращения, которым вводилась новая денежная единица (кордоба) и был осуществлён переход к золотому стандарту. Песо обменивалось на кордобы в соотношении 121⁄2:1. Часть старых банкнот с надпечатками нового номинала продолжали некоторое время использоваться в обращении.

## Монеты и банкноты
Чеканились монеты в 1, 5, 10, 20 сентаво.
Выпускались банкноты:
- казначейства Никарагуа — 5, 10, 20, 50 сентаво, 1, 5, 10, 25, 50, 100 песо[5];
- Банка Никарагуа — 50 сентаво, 1, 5, 10, 50, 100 песо;
- Сельскохозяйственного и торгового банка — 50 сентаво, 1, 5, 25, 50, 100 песо[6].